# トランジスタ技術
『トランジスタ技術』（トランジスタぎじゅつ）は、CQ出版社が発行する電子工学専門月刊誌。1964年10月創刊。毎月10日発売。

## 概要
電子工学などのハードウェア全般や電子工作に関する記事が中心であり、『エレクトロニクスライフ』等、他の電子工学系の雑誌が次々と休刊(事実上廃刊)していく中、代表的な電子工学系の雑誌として真空管時代から現在まで生き残り、『トラ技』（とらぎ）と呼ばれプロにもアマチュアにも愛読されている。
近年の傾向として、PICなどのマイコンを使った電子工作や電子回路シミュレーションの解説、パソコンと接続する電子工作などソフトウェア・ネットワークに関連した記事が増えている傾向にあり、関連してCD-ROMや部品実装済みプリント基板が添付されることがある。
また、毎年4月号と5月号ではフレッシャーズ特集として初心者向けの特集が組まれる。
ここからスピンオフした出版物としては、『インターフェース』や『規格表シリーズ』や『トランジスタ技術SPECIAL』等がある。
年1回のペースで前年の記事をPDF化した物を収録したCD-ROM版も発売されている。

## 来歴
- 1964年10月 - 創刊。
- 1964年10月26日 - 第三種郵便物の認可。

## 話題
1970年代から、2000年代辺りまで雑誌全体の広告ページが非常に多く、全盛期には一号の総ページ数が1000ページに届くことも珍しくなく、その約3〜4割程度が広告で占められており、愛読者の間では本棚のスペースの圧迫問題が付いて回ることとなり、自然に雑誌中盤に集中した広告ページ群を削除し、再製本する行為が愛読者に｢圧縮｣と称して広まっていった。作家で本誌の愛読者である宮内悠介が、この｢圧縮｣と称された愛読者の行為を、大衆に認知されたスポーツのような設定にパロディしたコメディ短編小説『トランジスタ技術の圧縮』を執筆し、短編集『超動く家にて』の一編として発表。さらに本誌通巻700号記念号に、本編に書きおろしの続編を追加した小冊子が附録として刊行された。そして2023年11月11日にフジテレビ系列で放送された短編ドラマ集『世にも奇妙な物語'23秋の特別編』中でテレビドラマ化された。